# Dallas Chaparrals 1972-1973
La stagione 1972-73 dei Dallas Chaparrals fu la 6ª nella ABA per la franchigia.
I Dallas Chaparrals arrivarono quinti nella Western Division con un record di 28-56, non qualificandosi per i play-off.

## Classifica
| Squadra                 | V  | P  | %    | GB |
| ----------------------- | -- | -- | ---- | -- |
| Utah Stars              | 55 | 29 | 65,5 | -  |
| Indiana Pacers          | 51 | 33 | 60,7 | 4  |
| Denver Rockets          | 47 | 37 | 56,0 | 8  |
| San Diego Conquistadors | 30 | 54 | 35,7 | 25 |
| Dallas Chaparrals       | 28 | 56 | 33,3 | 27 |

## Roster
| N° | Naz.                   | Ruolo | Sportivo       | Anno | Alt. | Peso |
| -- | ---------------------- | ----- | -------------- | ---- | ---- | ---- |
|    | Stati Uniti (bandiera) | A     | Art Becker     | 1942 | 201  | 93   |
|    | Stati Uniti (bandiera) | G     | Nick Jones     | 1945 | 188  | 86   |
| 11 | Stati Uniti (bandiera) | G     | Joe Hamilton   | 1948 | 178  | 73   |
| 13 | Stati Uniti (bandiera) | G     | Gene Phillips  | 1948 | 193  | 79   |
| 13 | Stati Uniti (bandiera) | G     | James Silas    | 1949 | 183  | 82   |
| 15 | Stati Uniti (bandiera) | A     | Ron Franz      | 1945 | 201  | 93   |
| 15 | Stati Uniti (bandiera) | GA    | Shaler Halimon | 1945 | 196  | 90   |
| 21 | Stati Uniti (bandiera) | G     | Skeeter Swift  | 1946 | 191  | 93   |
| 23 | Stati Uniti (bandiera) | GA    | Larry Jones    | 1942 | 188  | 82   |
| 23 | Stati Uniti (bandiera) | GA    | Steve Jones    | 1942 | 196  | 93   |
| 23 | Stati Uniti (bandiera) | G     | Bob Warren     | 1946 | 196  | 86   |
| 24 | Stati Uniti (bandiera) | AC    | Bob Netolicky  | 1942 | 206  | 100  |
| 25 | Stati Uniti (bandiera) | AC    | Coby Dietrick  | 1948 | 208  | 100  |
| 33 | Stati Uniti (bandiera) | AC    | Rich Jones     | 1946 | 198  | 100  |
| 40 | Stati Uniti (bandiera) | C     | Ansley Truitt  | 1950 | 206  | 98   |
| 42 | Stati Uniti (bandiera) | A     | Collis Jones   | 1949 | 201  | 92   |
| 50 | Stati Uniti (bandiera) | AC    | Goo Kennedy    | 1949 | 196  | 93   |
| 54 | Stati Uniti (bandiera) | A     | Mike Maloy     | 1949 | 201  | 98   |

## Staff tecnico
- Allenatori: Babe McCarthy (24-48) (fino al 12 marzo)[1], Dave Brown (4-8)
- Vice-allenatore: Dave Brown (fino al 12 marzo)